# Гребер Володимир Мартинович
Володи́мир Ма́ртинович Гре́бер (рос. Владимир Ма́ртинович Гребер; нар. 26 жовтня (8 листопада) 1911, Катеринослав — пом. 1 вересня 1965, Київ) — радянський футболіст і тренер. Півзахисник, більшість кар'єри провів у «Динамо» (Київ). Срібний призер чемпіонату СРСР 1936 (весна). Провів 1 гру за збірну СРСР.

## Життєпис
Походить з катеринославської робітничої сім'ї, батько мав німецьке (австрійське) коріння, мати українка.
У футбол почав грати 1928 року в Дніпропетровську в юнацькій команді металургійного заводу. У головній команді клубу «Радторгслужбовці» (Дніпропетровськ) грав у 1930—1931 роках, у 1932—1936 — «Динамо» (Дніпропетровськ). Від травня 1936 до 1946 — у «Динамо» (Київ).
У вищій лізі СРСР провів 93 гри (12 м'ячів) у 1936—1946 роках.
Грав за збірну Дніпропетровська у 1933—1935 роках (учасник чемпіонату СРСР 1935), збірну УРСР у 1934 та збірну Києва в 1936—1940.
Учасник поїздки збірної УРСР до Франції 1935 року. У 1935 році провів 1 гру за збірну Радянського Союзу.
У списку 55 найкращих футболістів Радянського Союзу 1938 року був під № 3. До неофіційних списків 33 найкращих, укладених у 1980-х, включений під № 2 (1936, 1937) і № 3 (1934, 1935).
Досягнення в складі «Динамо»:
- чемпіон УРСР: 1935
- володар Кубка УРСР: 1937, 1938
- 2 місце в чемпіонаті СРСР: 1936 (весна)
- 3 місце в чемпіонаті СРСР: 1937

Учасник німецько-радянської війни. З початку війни був призваний до київського ополчення, воював у складі винищувального батальйону зібраного з динамівців. Після того як радянські війська потрапили в районі Києва в оточення, Греберу з іншими ополченцями вдалося уникнути полону і перейти лінію фронту. Після цього він воював вже у складі регулярної армії. За бойові заслуги став кавалером орденів Вітчизняної війни II ступеня і Червоної Зірки.
Стояв біля витоків створення в Києві 1947 року футбольної школи № 1. Був головним тренером клубів: «Полісся» (Житомир) — 1960—1961, «Трубник» (Нікополь) — 1962, «Колгоспник» (Черкаси) — 1964—1965.